# دهستان قلعه نو
دهستان قلعه نو دهستانی است از توابع بخش نو شهرستان ری در استان تهران ایران. جمعیت آن در سرشماری عمومی سال ۱۳۸۵ ، ۳،۱۱۵ نفر بوده‌است.

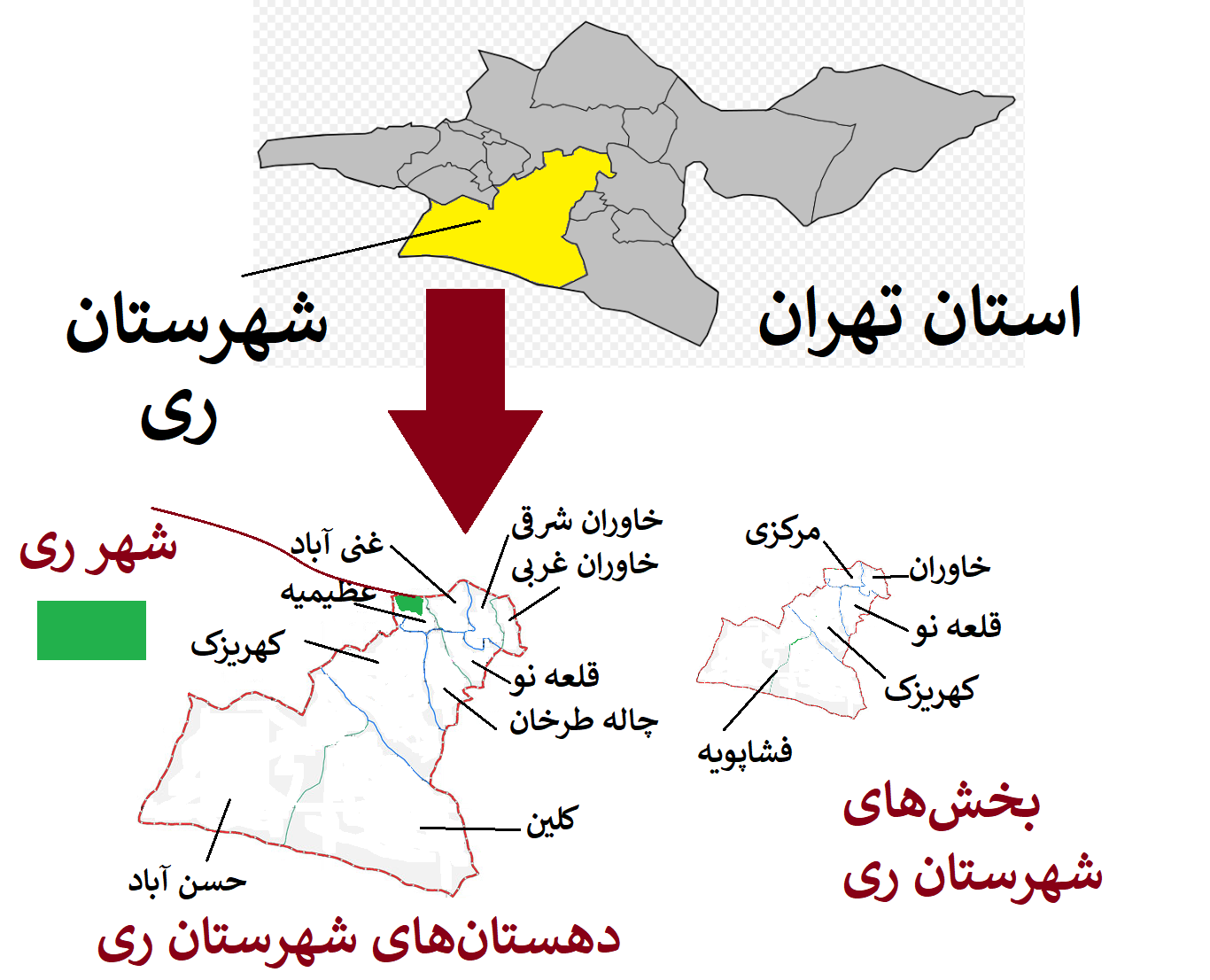
بخش‌ها و دهستان‌های شهرستان ری

آتشکده ری در فاصله ۵۰۰ متری ازروستای قلعه‌نومرکز دهستان قرار دارد
شغل اهالی این دهستان عمدتاً کشاورزی و دامداری می‌باشد.
روستاهای زمان آباد ، گل تپه کبیر ، شمس آباد(قلعه‌نو)  ، طالب آباد ، کریم آباد تهرانچی ، علی آبادقیصریه نیز در این دهستان واقع شده است